# 1138 w polityce

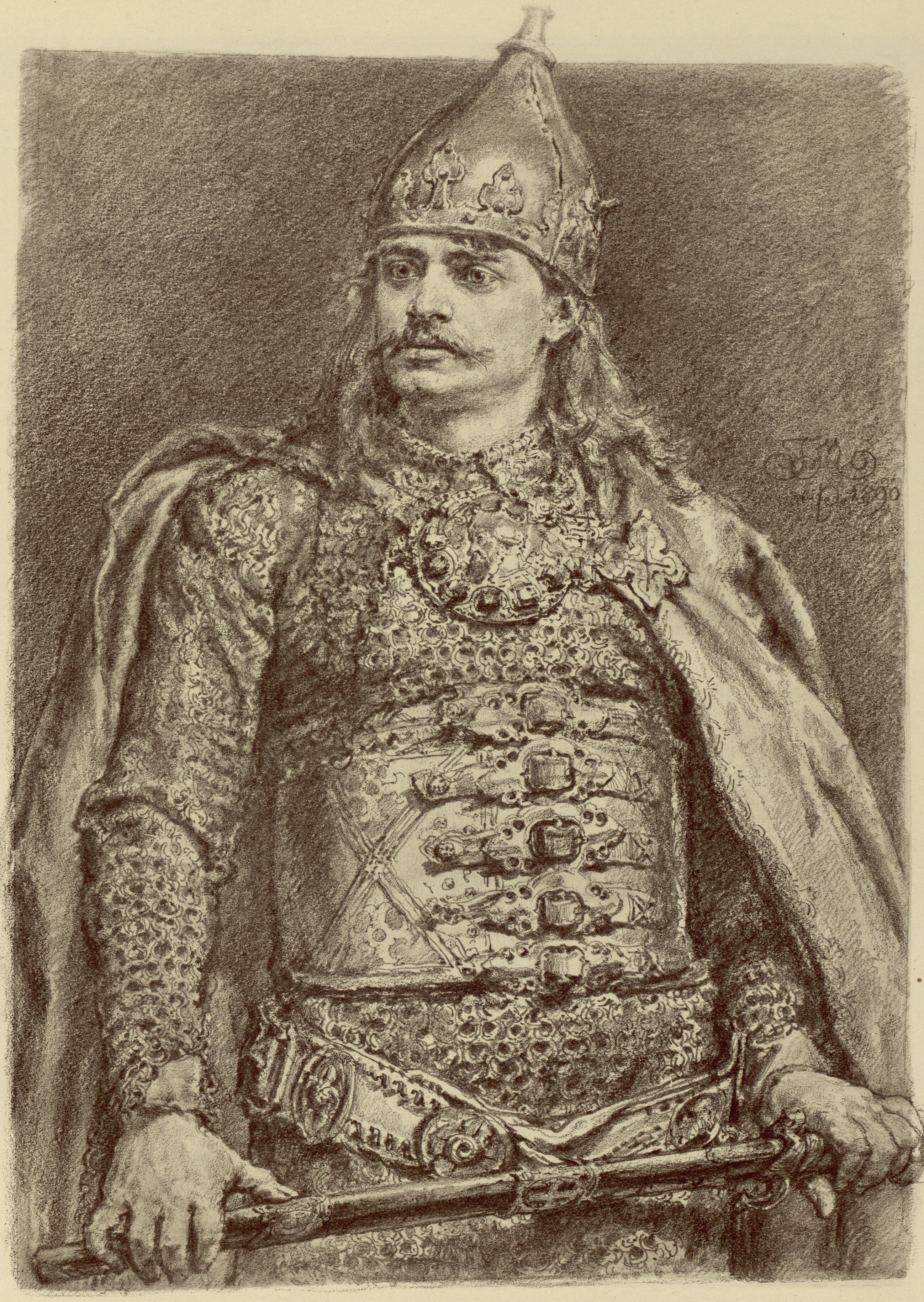
Bolesław Krzywousty

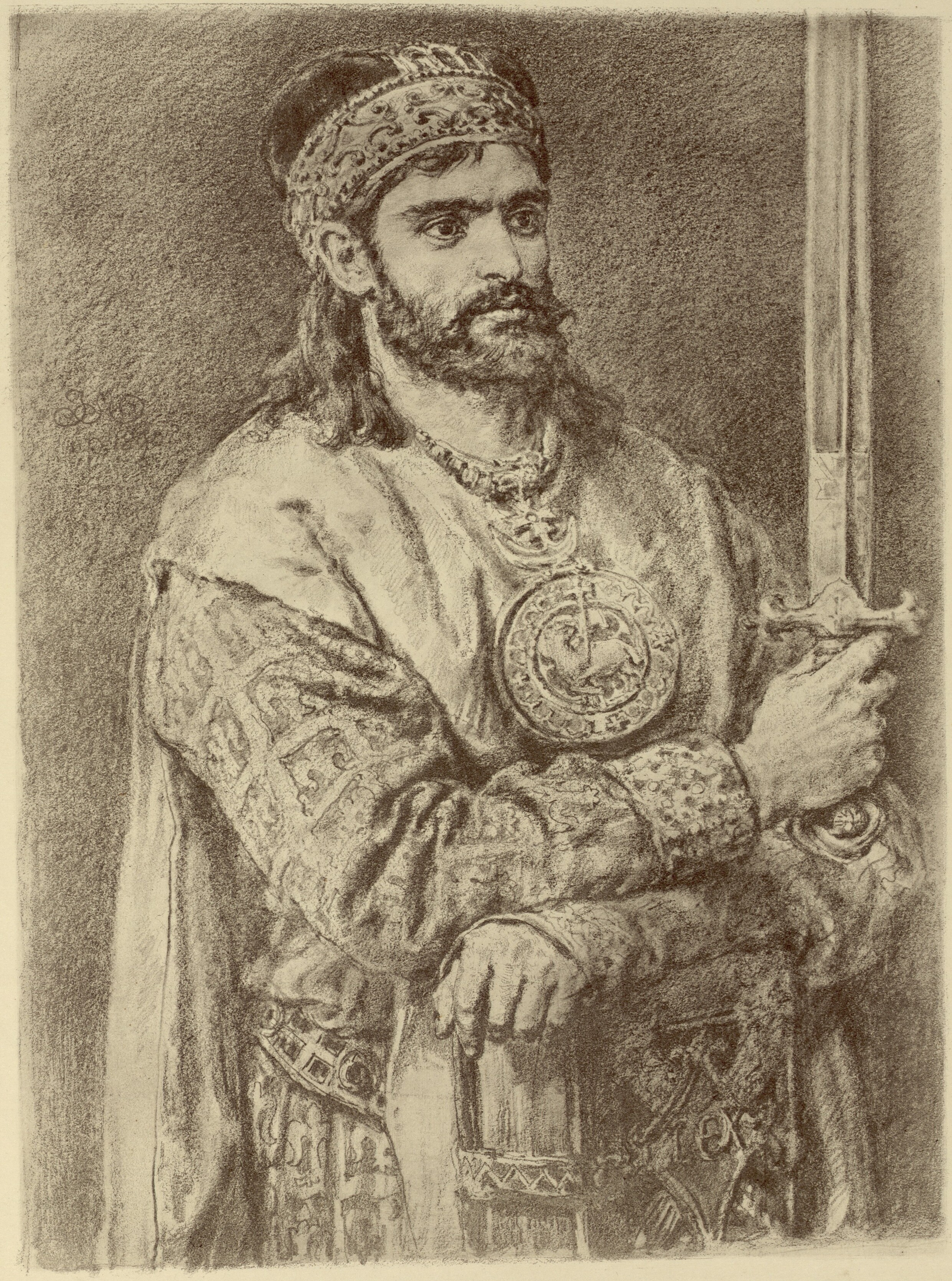
Kazimierz II Sprawiedliwy

Wydarzenia polityczne w 1138 roku.

## Wydarzenia
- Testament Bolesława Krzywoustego jest podstawą podziału dzielnicowego Polski.
- Konrad III Hohenstauf został koronowany na króla Niemiec[1].
- Lý Anh Tông zostaje cesarzem Wietnamu w wieku dwóch lat.

## Urodzili się
- Saladyn, władca muzułmański.
- Kazimierz II Sprawiedliwy, książę z dynastii Piastów[2].

## Zmarli
- 28 października Bolesław Krzywousty[3].